# Christian Wagner
Christian Wagner, född 1 juni 1869 i Jakob och Johannes församling i Stockholm, död 26 januari 1900 i Hedvig Eleonora församling i Stockholm, var en svensk målarmästare och tecknare.
Han var son till målarmästaren Sigfrid Wagner och Alma Salomonson samt bror till Julius och Erik Wagner. Vid sidan av sitt arbete som yrkesmålare medverkade han med teckningar i Ny illustrerad tidning från slutet av 1880-talet.